# Neoscona hirta
Neoscona hirta är en spindelart som först beskrevs av Carl Ludwig Koch 1844.  Neoscona hirta ingår i släktet Neoscona och familjen hjulspindlar. Inga underarter finns listade i Catalogue of Life.